# Creature Commandos
I Creature Commandos sono un immaginario team di superumani militari della DC Comics originariamente ambientato nella seconda guerra mondiale. Il team originale è stato introdotto in Weird War Tales #93 (novembre 1980), creato da J. M. DeMatteis e Pat Broderick. Il team era composto da un caposquadra umano, un lupo mannaro, un vampiro, il mostro di Frankenstein e una gorgone.
Il team moderno è apparso per la prima volta nella loro miniserie Creature Commandos #1–8 (maggio–dicembre 2000); questa versione è stata scritta da Tim Truman e disegnata da Scot Eaton.
Marc Singer ha interpretato il caposquadra, il generale Matthew Shrieve, nella terza stagione della serie Arrowverse Arrow. Una serie animata incentrata sul team è stata rilasciata da DC Studios per il servizio di streaming Max, come prima puntata del DC Universe (DCU).

## Storia editoriale
Alla domanda su come sono nati i Creature Commandos, lo scrittore J. M. DeMatteis ha ricordato:
DeMatteis non rimase a lungo impegnato nella serie e il suo sostituto fu Robert Kanigher, che scrisse la serie fino alla cancellazione di Weird War Tales nel 1983.

## Storia del gruppo

### Progetto M
Il Progetto M è un'organizzazione governativa segreta nata durante la Seconda guerra mondiale e specializzata in biotecnologia sperimentale e negromanzia. Tra le creazioni note del Progetto, oltre ai Creature Commandos, figurano Miss America e G.I. Robot. Lo scienziato principale del Progetto è il professor Mazursky, assistito da Robert Crane. Come raccontato in Young All-Stars n. 12, operavano da un complesso sotterraneo segreto sull'isola mitica di Ferris, nello Stato di New York.
Nel 1942, il Progetto M creò i Creature Commandos. Essi erano: Tenente Matthew Shrieve (un umano normale), Warren Griffith (un lupo mannaro), Sergente Vincent Velcro (un vampiro), Soldato semplice Elliot "Lucky" Taylor (un mostro in stile Frankenstein) e Dottoressa Myrna Rhodes (una gorgone).
Il Progetto M produsse anche altri esemplari interessanti, tra cui l'eroina Miss America. Il professor Mazursky la rapì dopo che il soggetto originale dei suoi esperimenti era deceduto. Inizialmente, gli esperimenti sembravano averla resa incapace, ma successivamente il professore riportò il suo corpo privo di sensi in superficie. Poco dopo, Miss America iniziò la sua carriera come eroina mascherata, ma fu gravemente ferita mentre combatteva al fianco dei Freedom Fighters. Il Progetto M la recuperò e si prese cura di lei. Durante il periodo al Progetto, i Young All-Stars scoprirono che il Progetto M era stato infiltrato. Un criminale di nome Deathbolt era presente per cercare un nuovo corpo ospite per il cervello disincarnato dell'Ultra-Humanite, che alla fine prese possesso del corpo di un dinosauro recuperato dall'Isola dei Dinosauri.
Durante la stessa visita, i Young All-Stars videro il corpo incompleto della macchina che sarebbe poi diventata nota come G.I. Robot.

### Seconda guerra mondiale
La prima missione del team fu in Francia, dove distrussero duplicati androidi dei leader Alleati creati dai Nazisti. Durante un'altra missione in Francia per liberare la scienziata Dr. Renee Frederique, i Commandos la trovarono in un campo di sterminio e furono costretti a ucciderla per evitare che la sua conoscenza di un gas nervino chimico cadesse in mani naziste. In seguito a questo evento, Taylor tentò il suicidio. Sebbene i medici cercarono di ripararlo, rimase muto per il resto della serie. In un'altra missione moralmente discutibile, il team causò la morte di decine di bambini soldato superpotenziati.
Nel 1943, i Commandos furono inviati sull'Isola dei Dinosauri nell'Oceano Pacifico meridionale per indagare sulla scomparsa di diversi aerei Alleati. Scoprirono una base navale segreta dell'Asse e riuscirono a sfruttare i dinosauri per distruggere la marina giapponese. Shrieve scattò foto per dimostrare l'esistenza dell'isola, ma Velcro le distrusse, temendo che la guerra portasse distruzione ai dinosauri.
Quando tornarono sull'Isola dei Dinosauri, incontrarono J.A.K.E. 1, il G.I. Robot, con cui scoprirono una civiltà sottomarina, una presunta colonia perduta di Atlantide. Gli androidi creati da questa colonia cercarono di controllare la mente di J.A.K.E. 1, ma il robot si sacrificò per distruggere la colonia.
Alla fine della guerra, i Creature Commandos e J.A.K.E. 2 furono lanciati nello spazio su un razzo diretto verso Berlino, ma il razzo deviò dalla traiettoria e finì nello spazio profondo. In seguito, furono catturati da Brainiac e comparvero nella sua nave.

### Era moderna
Il team originale, con J.A.K.E. 2, viene liberato dalla nave di Brainiac, ora sotto il controllo dei kandoriani. Frankenstein, il cui senso del tempo differisce da quello dei suoi compagni, convince il gruppo a fidarsi di Superman, unendosi alla lotta contro la minaccia che li ha liberati, rappresentata dai villain Reactron e Metallo. La cospirazione militare americana che ha attaccato i kandoriani cattura i Commandos, sebbene non sia certa del loro valore.
Successivamente, il team originale ritorna sulla Terra e a Project M, dove continua a operare come forza speciale. Per rallentare il processo di invecchiamento, il dottor Mazursky, responsabile delle loro mutazioni originali, esegue una serie di modifiche corporee. Questo processo prolunga la loro vita ma compromette ulteriormente la loro umanità.
In un momento imprecisato del futuro, i membri originali adottano dei nomi in codice. Project M cresce in dimensioni, e il team originale forma la squadra operativa centrale denominata M-Team Alpha. Nel tempo, nuovi operativi si uniscono al gruppo a causa delle perdite. Presumibilmente, il tenente Shrieve muore o si ritira, venendo sostituito dal Capitano Lucius Hunter, ex membro degli Hunter's Hellcats. Hunter ha 74 anni e ha ricevuto modifiche corporee e terapie di ringiovanimento. Tra i nuovi membri ci sono: Aten, uno specialista delle comunicazioni simile a una mummia; il Bogman, un umanoide anfibio somigliante al Gill-man; e il cyborg recentemente rianimato Gunner Mackey, morto insieme al suo partner "Sarge" durante la Seconda Guerra Mondiale. Hunter e Mackey erano già apparsi in Our Fighting Forces.
Durante una missione sotto copertura, Medusa scopre che la dimensione terrestre rischia un'invasione da parte di un'alleanza militare della Terra alternativa Terra Arcana. Questa coalizione include: Lord Saturna, Hyathis di Alstair (uccisa da Tazzala), Tazzala di Korrl (Queen Bee III), Sayvar, Signore rettile di Llarr, Kraad di Kranaal, Simon Magus di Blackstaff, Xotar il Weapons Master, Kromm di Mosteel (ucciso da Lord Saturna), e il Re dei Troll (ucciso da Velcro).
Per conquistare la Terra, l'unica dimensione libera rimasta, l'alleanza di Lord Saturna collabora con un potente consorzio della Terra del futuro. Questo gruppo fornisce armi e tecnologia di teletrasporto in cambio di territori alieni. Tazzala e Magus tradiscono Lord Saturna, stringendo un accordo separato con Murray. Durante un'incursione su Terra Arcana, Velcro e Gunner vengono catturati da Claw the Unconquered. Claw si allea con loro, portando il suo popolo a combattere contro Lord Saturna. Alla fine, Tazzala uccide Lord Saturna ma muore a sua volta, lasciando il futuro di Terra Arcana nelle mani dei suoi abitanti.
I moderni Creature Commandos riappaiono in The OMAC Project #1-6 (giugno–novembre 2005).
Durante lo speciale Infinite Crisis: Villains United Special #1, viene mostrata una prigione per metaumani chiamata "Enclave M" nel Nuovo Messico. Il suo legame con Project M non è chiaro. In Booster Gold (vol. 2), Maxwell Lord menziona Project M come ancora attivo, affermando di aver usato le sue risorse per ottenere un nuovo corpo umano, libero dalle manipolazioni di Kilgore.
Nella storia di Justice League: Generation Lost, Maxwell Lord utilizza i Creature Commandos per attaccare la vecchia ambasciata della JLI. Durante la battaglia, Lord si rivela, fingendo di essere uno dei Commandos, cattura Blue Beetle e fugge. Poco dopo, i Commandos si liberano dall'influenza di Lord, scoprendo di non sapere perché siano così lontani dalla base di Project M.

### The New 52
Nel reboot The New 52, viene introdotta una nuova versione dei Creature Commandos nelle pagine di Frankenstein, Agent of S.H.A.D.E.. Questa incarnazione lavora come agente sul campo per l'organizzazione segreta S.H.A.D.E. sotto la guida di Frankenstein. Il resto del team comprende Khalis (una mummia egizia), Warren Griffith (un lupo mannaro) e Vincent Velcoro (dotato di poteri vampirici grazie a una versione modificata della formula Man-Bat). Griffith e Velcoro erano originariamente umani che si sono volontariamente sottoposti a mutazioni da parte della dottoressa Nina Mazursky, che successivamente si è trasformata in una creatura anfibia simile a un ibrido tra il Gill-man e una sirena (ma più simile al Gill-man). La moglie separata di Frankenstein, la Bride, è stata un membro del team fino a quando ha scoperto il destino del loro figlio e ha lasciato la squadra, con Shrieve che è tornato successivamente.

## Membri del gruppo

### Squadra originale
- Warren Griffith – Warren era un semplice e timido ragazzo di campagna con balbuzie, affetto da licantropia clinica. Grazie al Progetto M, ha acquisito la capacità di trasformarsi in un vero lupo mannaro, ma le sue metamorfosi sono imprevedibili e incontrollabili a causa di un difetto nel siero che lo ha creato.
- J.A.K.E. – Il primo G.I. Robot, che si autodistrusse in una colonia atlantidea perduta.
- J.A.K.E. 2 – Il secondo G.I. Robot, disperso nello spazio insieme ai Creature Commandos.
- Dott.ssa Myrra Rhodes (precedentemente Myrna) – Nota anche come Dr. Medusa. Dopo aver inalato strani fumi, ha sviluppato serpenti viventi al posto dei capelli, somigliando superficialmente a Medusa, una delle Gorgoni.
- Ten. Matthew Shrieve – Matthew era il leader della squadra, un soldato umano duro e determinato.
- Sold. Elliot "Lucky" Taylor – Lucky sopravvisse a stento dopo essere saltato su una mina. Fu ricucito contro la sua volontà, assumendo l'aspetto del mostro di Frankenstein e con le corde vocali danneggiate.
- Sgt. Vincent Velcro (o, nella serie moderna, Velcoro) – Velcro si offrì volontario per il progetto al fine di commutare una condanna di 30 anni in prigione per aver ferito gravemente un ufficiale. Simile a un vampiro, può trasformarsi in un pipistrello e necessita di sangue umano per sopravvivere.

### Squadra moderna
- Aten – Uno specialista delle comunicazioni simile a una mummia.
- The Bogman – Un umanoide anfibio che ricorda il Gill-man.
- Gunner MacKay – Un cyborg morto durante la Seconda Guerra Mondiale.
- Capitano Lucius Hunter – Ex membro degli Hunter's Hellcats, ha 74 anni.
- Dr. Medusa (Myrra Rhodes) – Il suo corpo si è ulteriormente mutato, assumendo un aspetto ancora più simile a quello di una Gorgone.
- Patchwork (Elliot "Lucky" Taylor) – È rimasto praticamente invariato rispetto alla versione originale.
- Vincent Velcoro – Come Myrra, ha subito ulteriori mutazioni a causa dei trattamenti, assumendo una pelle rossa e una coda di cavallo bianca.
- Wolfpack (Warren Griffith) – In questa versione è ancora più selvaggio e fuori controllo.

### Gli Agenti di S.H.A.D.E.
- Father Time – Leader di S.H.A.D.E.
- Dr. Ray Palmer – Scienziato dell'ONU, precedentemente conosciuto come Atom, creatore di S.H.A.D.E. City e della maggior parte delle tecnologie dell'organizzazione.
- Frankenstein – Il Mostro di Frankenstein, che ha adottato il nome per semplicità. Agisce come leader della squadra.
- Bride of Frankenstein – La creazione femminile di Frankenstein, inizialmente destinata a essere la sua compagna, ma che rifiutò. Fu il primo agente ufficiale di S.H.A.D.E., ma si è ritirata in Frankenstein: Agent of S.H.A.D.E. #8 dopo aver scoperto che Father Time aveva rianimato e imprigionato suo figlio e quello di Frankenstein nello "Zoo".
- Dr. Nina Mazursky – Uno scienziato ibrido tra un Gill-man e una sirena (ma raffigurata come il Gill-man), creatrice dei Creature Commandos di S.H.A.D.E.
- Vincent Velcoro – Un vampiro che funge da pilota della squadra.
- Warren Griffith – Un lupo mannaro che serve come soldato.
- Khalis – Una mummia che funge da medico della squadra, con origini e abilità sconosciute/classificate.
- Matthew Shrieve – Un ex prigioniero di guerra con legami con i Commandos e Robotman durante la Seconda Guerra Mondiale.

## Continuità
- La miniserie Creature Commandos non è presentata come un racconto Elseworlds, ma l'autore Tim Truman la descrive come ambientata "un secondo nel futuro". Sono state apportate varie modifiche ai nomi e agli aspetti dei membri del team. Truman ha rinominato i membri originali Velcro e Myrna in "Velcoro" e "Myrra".[5]
- Truman ha dichiarato di essersi ispirato al personaggio Patchwork Man dell'universo DC, apparso in Swamp Thing #3, per creare il personaggio di Patchwork.[5]
- I villain della serie sono vecchi nemici della Justice League of America, risalenti al periodo tra il 1960 e il 1963. La prima apparizione di Xotar è stata in Brave and the Bold #29. Simon Magus, Saturna e il Troll King sono comparsi in JLA #2. Hyathis, Kromm e Sayvar provengono da Justice League of America #3. Tazzala sembra avere una relazione con Zazzala, apparsa in Justice League of America #23. Kraad è apparso in Justice League of America #25.[5]
- L'uso di Claw the Unconquered in questa serie è coerente con le sue origini Pre-Crisis.[5]
- Il Progetto M è mostrato come ancora attivo nella continuità attuale. Almeno una volta è stato collegato a Checkmate ed è responsabile dell'inversione della trasformazione cibernetica di Maxwell Lord. Con Orr come suo capo e membro di spicco, il Progetto M è direttamente responsabile della creazione di Equus, del potenziamento del Wildebeest e dello sfruttamento della tecnologia di Cyborg per scopi militari.[17]
- I Creature Commandos originali sono apparsi in Weird War Tales #93, 97, 100, 102, 105, 108-112, 114-119, 121 e 124.

## Altre versioni

### Flashpoint
Una versione alternativa dei Creature Commandos appare in Flashpoint: Frankenstein and the Creatures of the Unknown, composta da Frankenstein, il tenente Matthew Shrieve, Nina Mazursky, il sergente Vincent Velcoro e Warren Griffith. Questa iterazione del gruppo è ispirata a un villaggio rumeno di mostri pacifici incontrati dal Professor Mazursky. Alla fine della Seconda Guerra Mondiale, il Progetto M viene chiuso da Robert Crane, mentre i Creature Commandos vengono catturati e messi in stato di stasi.
Negli anni successivi, Matthew recluta Solomon Grundy, Man-Bat e Doctor Phosphorus per formare una nuova versione dei Creature Commandos. Tuttavia, questi lo tradiscono e lo uccidono su ordine del generale Sam Lane. Nel presente, i Commandos originali riescono a fuggire, ma vengono braccati da Miranda, la nipote di Matthew, che accusa i mostri di aver rovinato la sua vita.
Nonostante ciò, si dirigono a Gotham City per trovare il Professor Mazursky, scoprendo però che si era trasferito in Romania. Durante la loro ricerca, vengono attaccati da Miranda, dal G.I. Robot e da un plotone di soldati, ma sono salvati dalla Bride.
Prendendo Miranda in ostaggio, la Bride rivela la verità sulla morte di Matthew. I Commandos originali viaggiano quindi in Romania, dove trovano il villaggio di mostri che però viene attaccato da un gigantesco G.I. Robot. Mentre Frankenstein e la Bride lo combattono, gli altri incontrano il padre di Nina. Quest'ultimo spiega che, quando il Progetto M fu chiuso, tornò al villaggio per cercare la vita eterna. Frankenstein e la Bride riescono infine a sconfiggere il G.I. Robot, ma Velcoro muore all'alba.
Successivamente, Griffith si impegna a tornare umano e inizia una relazione con Nina, mentre Frankenstein, la Bride e Miranda si uniscono alla guerra tra Atlantidei e Amazzoni.

## Edizioni raccolte
Le avventure del team originale sono state raccolte nel seguente volume in formato trade paperback:
| Titolo                  | Materiale raccolto                                                      | Data di pubblicazione | ISBN           |
| ----------------------- | ----------------------------------------------------------------------- | --------------------- | -------------- |
| The Creature Commandos' | ''Weird War Tales'' #93, 97, 100, 102, 105, 108-112, 114-119, 121 e 124 | 2014                  | 978-1401243821 |

## Altri media

### Televisione
- I Creature Commandos appaiono nel cortometraggio di Batman: The Brave and the Bold intitolato "The Creature Commandos in The War That Time Forgot!". Il Tenente Matthew Shrieve è doppiato da Marc Worden, mentre Warren Griffith, il Sergente Vincent Velcro e il Soldato Elliot "Lucky" Taylor sono doppiati da Dee Bradley Baker, e la Dottoressa Myrra Rhodes da Cathy Cavadini.
- I Creature Commandos compaiono in un segmento omonimo di DC Nation Shorts. In questa versione, il Tenente Matthew Shrieve è doppiato da Chris Cox, il Soldato Warren Griffith da Dana Snyder, il Sergente Vincent Velcoro e il Soldato Elliot "Lucky" Taylor da Kevin Shinick, e la Dottoressa Myrra Rhodes da Rachel Ramras.
- Matthew Shrieve appare in alcuni flashback nella terza stagione di Arrow, interpretato da Marc Singer.[21] In questa versione, Shrieve è un generale dell'esercito statunitense e membro di A.R.G.U.S.. Supervisiona il lavoro di Oliver Queen, Tatsu e Maseo Yamashiro a Hong Kong, ma tradisce A.R.G.U.S. per rubare il virus "Alpha-Omega" e colpire la Cina. Durante l'operazione, infetta e uccide Akio, il figlio dei Yamashiro. Shrieve viene infine sconfitto da Queen e dai Yamashiro; Queen lo tortura brutalmente, e Maseo lo giustizia.
- I Creature Commandos sono protagonisti di una serie animata omonima ambientata nel franchise del DC Universe (DCU),[22] inizialmente guidati dal Generale Rick Flag Sr. (Frank Grillo) e successivamente dalla Sposa di Frankenstein (Indira Varma). La squadra include la Dottoressa Nina Mazursky (Zoë Chao), G.I. Robot (Sean Gunn), Dottor Phosphorus (Alan Tudyk) e Weasel (sempre Gunn).[23][24] Questa versione del team, nota anche come "Task Force M", è composta da detenuti mostruosi del penitenziario di Belle Reve ed è assemblata da Amanda Waller (Viola Davis).

### Cinema
I Creature Commandos appaiono in DC Showcase: Sgt. Rock, con il Tenente Matthew Shrieve doppiato da Keith Ferguson, mentre gli altri membri del gruppo non hanno dialoghi.